# Destruction planète Terre
Pour les articles homonymes, voir End of the World.
Pour plus de détails, voir Fiche technique et Distribution.
Destruction planète Terre (End of the World) est un film catastrophe de science-fiction réalisé par John Hayes, sorti en 1977.

## Synopsis
Après la mort de son ami dans un accident bizarre à son travail, père Pergado, un homme ordinaire qui est surprotecteur depuis cet accident, sur une retraite spirituelle, où ils découvre que des étrangers veulent détruire la Terre. Sa femme a avec elle des sœurs de St-Térese où elle passe ses journées, mais Pergado découvre que les sœurs sont les extraterrestres qui détruisent la Terre avec des machines qui déforment les continents, détruisent les volcans et que des déluges détruisent brusquement des barrages.[pas clair]

## Fiche technique
- Titre : Destruction planète Terre
- Réalisation : John Hayes
- Scénario : Frank Ray Perilli
- Production : Richard Band et Charles Band
- Musique : Andrew Belling
- Photographie : John Huneck
- Montage : John Hayes
- Costumes : Christine Boyar
- Technicien du son : Joel Goldsmith
- Société de production : Cult Video
- Format : 35 mm
- Genre : Catastrophe de science-fiction
- Date de sortie : 
  -  États-Unis : août 1977
  -  France : 19 septembre 1979

## Distribution
- Christopher Lee : père Pergado
- Sue Lyon : Sylvia Boran
- Kirk Scott : Andrew Boran
- Dean Jagger : Collins
- Lew Ayres : Beckerman
- Macdonald Carey : John Davis
- Liz Ross : sœur Patricia
- Jon Van Ness : M. Sanchez
- Kathe Cunha : Nun
- Mary Daugherty : Nun
- Evelyn Lipton : Nun
- Jane Wilbur : Nun
- Pat Wylle : Nun
- Roscoe Born : un étudiant